# Sophia Ahrens
Sophia Ahrens es una modelo de ascendencia alemana e inglesa.

## Primeros años
Ahrens es una modelo mitad alemana, mitad inglesa nacida en Hamburgo pero criada en Inglaterra. Fue descubierta a la edad de 12 años por la ahora extinta agencia, Union Models (ahora parte de Wilhelmina Models) mientras hacía la compra de Navidad en un centro comercial.

## Carrera
Desde 2015 Ahrens está contratada por DNA Model Management. Ha modelado para Giorgio Armani, Prada y Claudie Pierlot.
En la temporada de moda de 2015, ocupó el puesto 8 en la lista de las mejores modelos, según MADAME, una revista de moda alemana.